# Kanton Pignan
Der Kanton Pignan ist seit 1991 ein französischer Wahlkreis im Arrondissement Montpellier, im Département Hérault und in der Region Okzitanien. Er hat 46.169 Einwohner (Stand: 1. Januar 2022) auf einer Fläche von 138,18 km².
In der Periode 2015–2021 vertreten den Kanton Anne Amiel (LR) und Jacques Martinier (DVD).

## Gemeinden
Der Kanton besteht aus acht Gemeinden mit insgesamt 46.169 Einwohnern (Stand: 1. Januar 2022) auf einer Gesamtfläche von 138,18 km²:
| Gemeinde                 | Einwohner 1. Januar 2022 | Fläche km² | Dichte Einw./km² | Code INSEE | Postleitzahl |
| ------------------------ | ------------------------ | ---------- | ---------------- | ---------- | ------------ |
| Cournonsec               | 3.583                    | 12,06      | 297              | 34087      | 34660        |
| Cournonterral            | 7.019                    | 28,62      | 245              | 34088      | 34660        |
| Fabrègues                | 7.200                    | 31,46      | 229              | 34095      | 34690        |
| Murviel-lès-Montpellier  | 2.002                    | 10,11      | 198              | 34179      | 34570        |
| Pignan                   | 8.326                    | 20,32      | 410              | 34202      | 34570        |
| Saint-Georges-d’Orques   | 5.707                    | 9,31       | 613              | 34259      | 34680        |
| Saussan                  | 1.926                    | 3,60       | 535              | 34295      | 34570        |
| Villeneuve-lès-Maguelone | 10.406                   | 22,70      | 458              | 34337      | 34750        |
| Kanton Pignan            | 46.169                   | 138,18     | 334              | 3422       | –            |

Bis zur landesweiten Neuordnung der französischen Kantone im März 2015 gehörten zum Kanton Pignan die sieben Gemeinden Cournonsec, Cournonterral, Fabrègues, Murviel-lès-Montpellier, Pignan, Saint-Georges-d’Orques und Saussan. Sein Zuschnitt entsprach einer Fläche von 115,48 km2. Er besaß vor 2015 den INSEE-Code 3449.